# Дрейк, Фрэнсис (актриса)
Фрэнсис Дрейк (англ. Frances Drake, урождённая Фрэнсис Дин (англ. Frances Dean), 22 октября 1912 — 18 января 2000) — американская актриса.
Родилась в Нью-Йорке, а в четырёхлетнем возрасте вместе с родителями переселилась в Канаду, где окончила колледж. В 1928 году Дрейк переехала в Лондон, где дебютировала в качестве танцовщицы, а вскоре стартовала и её карьера в кино. В 1934 году она заключила контракт со студией «Paramount» и вернулась в США, продолжив там карьеру актрисы. Её наставницей и учительницей была оперная певица и актриса Маргерит Намара.
На киноэкранах Дрейк запомнилась своими ролями в таких фильмах как «Забывая про всех других» (1934), «Отверженные» (1935), «Безумная любовь» (1935), «Одинокий волк в Париже» (1938) и «Этот замечательный мир» (1939). В феврале 1939 года Дрейк вышла замуж за лейтенанта Сесила Джона Артура Говарда (2-го сына 19-го графа Саффолка из рода Говардов) и вскоре удалилась с экрана. Брак с Говардом был бездетным и продолжался до его смерти в 1985 году. В 1992 году 80-летняя Дрейк во второй раз вышла замуж; его супругом стал Дэвид Браун. Актриса скончалась в январе 2000 года в возрасте 87 лет. Её вклад в киноиндустрию США отмечен звездой на Голливудской аллее славы.